# José Bañón Gonzálvez
José Bañón Gonzálvez (Alacant, 19 d'abril de 1925 - 21 d'abril de 1987) va ser un futbolista valencià que jugava com a porter.

## Carrera esportiva
Va jugar amb el Reial Madrid a la dècada dels 40 guanyant el Trofeu Zamora de la temporada 1945-1946, quan va només encaixar 29 gols en 25 partits.
El 13 de febrer de 1949 es va lesionar el pulmó esquerre durant un partit contra el Sevilla FC. Es va haver de retirar aquell mateix estiu amb 27 anys.
Va formar una gran defensa amb Clemente i Corona, aconseguint el Trofeu Zamora la temporada 1945-1946. Va arribar a ser internacional absolut amb la selecció espanyola el 26 de gener del 1947 davant Portugal.
Al seu palmarès hi destaquen dues Copes del Generalíssim del 1946 i el 1947.
El seu germà va ser l'àrbitre de primera divisió Francisco Bañón Gonzálbez.